# Jabaï
Le Jabaï (en kazakh : Жабай) est une rivière du Kazakhstan et un affluent de l’Ichim. Long de 196 km, il coule au Kazakhstan dans l’oblys d'Aqmola.